# ياري سيلانبا
ياري سيلانبا (بالفنلندية: Jari Sillanpää)‏ هو مغني فنلندي، ولد في 16 أغسطس 1965 في Ludvika ‏ في السويد.

## وصلات خارجية
- الموقع الرسمي
- ياري سيلانبا على موقع IMDb (الإنجليزية)
- ياري سيلانبا على موقع ميوزك برينز (الإنجليزية)
- ياري سيلانبا على موقع أول ميوزيك (الإنجليزية)
- ياري سيلانبا على موقع ديسكوغز (الإنجليزية)
- ياري سيلانبا على موقع قاعدة بيانات الفيلم (الإنجليزية)